# Duguetia elliptica
Duguetia elliptica este o specie de plante angiosperme din genul Duguetia, familia Annonaceae, descrisă de Robert Elias Fries. Conform Catalogue of Life specia Duguetia elliptica nu are subspecii cunoscute.